# 尾號1314
《尾號1314》，是公共電視在2022年推出的詩選電視劇《你的婚姻不是你的婚姻》的第二單元，由鄭文堂導演，由藍葦華、李杏、姚淳耀等實力派演員主演。劇集在2022年12月10日首播。台灣由friDay影音自2022年12月起播出 

## 製作
- 導演：鄭文堂
- 編劇：張逸寧
- 出品：財團法人公共電視文化事業基金會、遠傳friDay影音
- 出品人：胡元輝、井琪
- 監製：於蓓華、朱承恩、陳萍坽
- 共同監製：李淑萍、呂筑君
- 製作人：巫知諭、余慧君
- 聯合製作人：葉振興

## 演員

### 主要演員
| 演員              | 角色   | 職業／關係 |
| 藍葦華            | 李國華 | 45歲，曉芬丈夫，年輕時曾幻想自己的生活像詩，卻因為女友曉芬意外懷孕而走入成家立業的軌道，盡力當一個最好的父親、最好的醫者，甚至是一個願意主動出錢讓老婆去追尋自己的好老公。 |
| 李杏              | 徐曉芬 | 42歲，國華老婆，曾申請上了國外的建築研究所，但是卻在臨出發前發現自己懷孕。多年後在國華的鼓勵下帶著小孩出國讀書，追求夢想的同時，發現自己想要的未來不是現在的樣子。         |
| 姚淳耀 (特別演出) | Alex   | 42歲，曉芬的大學同窗，兩人專業背景相仿，性格也十分積極，與曉芬分手後一直保持聯繫。曉芬出國後，Alex是一個能和她聊學業、聊國外生活的人，和曉芬的情誼變得更是緊密。           |

### 特別演出
| 演員              | 角色   | 職業／關係                                                       |
| 黃鐙輝            | 牙醫   | 欲買下李國華診所的朋友。                                         |
| 吳宥黎            | Celine | 李國華及徐曉芬的女兒。一直想回去英國。                           |
| 游成濬            | 阿諾   | 李國華及徐曉芬的兒子。喜歡錄製聲音。                             |
| 羅茂銓            | 小海   | Celine兒時的玩伴。                                               |
| 鄭有傑            | 工程師 | 「頓悟科技公司」的工程師。與團隊設計出聲音溫柔有耐心的AI機器人。 |
| 林予晞 (聲音演出) | Ann    | 「頓悟科技公司」AI客服機器人。                                   |

### 其他演員
| 演員                        | 角色         | 職業／關係     |
| 舒偉傑                      | 室內設計師   |                |
| 王嵐申                      | 雜貨店老闆   |                |
| 廖欽亮                      | 麵店顧客     |                |
| 畢志綱                      | 曉芬爸爸     | 徐曉芬的爸爸。 |
| 吳昆達                      | 曉芬哥哥     | 徐曉芬的哥哥。 |
| 劉淑娟                      | 曉芬嫂嫂     | 徐曉芬的嫂嫂。 |
| 陳榕姍                      | Celine表姐   |                |
| 陳子玉                      | 咖啡廳店員   |                |
| 廖宸頤                      | 娃娃機店少女 |                |
| 王昭閔                      | 計程車司機   |                |
| Simon Whitefield (聲音演出) | 氣象播報員   |                |
| 王俊為 (聲音演出)           | 銀行員       |                |

## 獎項紀錄
| 年份 | 頒獎單位     | 獎項                         | 入圍者 | 結果 |
| ---- | ------------ | ---------------------------- | ------ | ---- |
| 2023 | 第58屆金鐘獎 | 迷你劇集（電視電影）男主角獎 | 藍葦華 | 提名 |